# Apple Watch
Apple Watch (pubblicizzato come  WATCH) è una linea di smartwatch prodotta da Apple.
Presentato originariamente il 9 settembre 2014 e reso disponibile a partire dalla primavera 2015, tale linea si è poi differenziata anche in una linea economica (Apple Watch SE) e in una più avanzata per un uso più professionale e intenso (Apple Watch Ultra).
È commercializzato in diversi modelli differenziati a seconda degli utilizzi, ma tutti richiedono la presenza di un iPhone (di quinta generazione o successiva) per la maggior parte delle funzionalità. I vari modelli (Watch, Nike, Hermès, SE e Ultra) sono composti ognuno da diversi materiali e caratteristiche sia hardware e software, potendo essere abbinati a diversi cinturini differenziati dai diversi materiali utilizzati (come fluoroelastomero, acciaio inossidabile, pelle, nylon, etc.). Sono inoltre disponibili diverse dimensioni della cassa: 38 o 42 mm nei primi modelli, poi 40 o 44mm, poi ancora 41 o 45mm e infine 49mm (solo nel Watch Ultra).
Gli ultimi modelli presentati, nel settembre 2024, sono l'Apple Watch Series 10 e l'Apple Watch Ultra 2 in una nuova colorazione. 
Tra le novità vi sono uno schermo più grande per l’Apple Watch series 10 e uno spessore ridotto.

## Funzionalità
Oltre alla funzione come orologio, l'Apple Watch permette di effettuare pagamenti con Apple Pay tramite l'NFC, anche per gli iPhone che non sono provvisti di tale modulo. È inoltre possibile utilizzare il dispositivo anche senza l'uso di un iPhone. L'Apple Watch è anche in grado di ricevere telefonate, SMS e iMessage. Inoltre l'Apple Watch può tracciare ogni attività di fitness, può eseguire app di terze parti e sfruttare la funzione "Handoff" introdotta con iOS 8 se si dispone di un altro dispositivo Apple. In aggiunta alle funzioni per il benessere e la salute e quelle per la gestione delle notifiche, l'Apple Watch può controllare la Apple TV e le presentazioni di Keynote, funzionare da walkie-talkie e da mirino per la fotocamera dell'iPhone o consentire l'ascolto di musica e l'effettuazione di telefonate (precedentemente trasferite dall'iPhone sull'Apple Watch) tramite delle cuffie bluetooth. Inoltre è presente l'assistente vocale Siri.
Nella funzione conta passi introdotta con l'Apple Watch, uno degli aspetti innovativi è rappresentato dalla capacità di integrare i dati dell'attività fisica raccolta dai sensori dell'iPhone e quella raccolta dai sensori dell'Apple Watch evitando duplicazione dei passi.

### Riepilogo delle funzioni hardware e software
Sono elencate di seguito tutte le funzioni hardware e software presentate sin dall'introduzione dell'Apple Watch di prima generazione (2014):
| CARATTERISTICA                        | 1      | 2      | 3      | 4            | 5      | SE                 | 6            | 7                                      | SE 2   | 8      | 9      | 10           | Ultra 1 | Ultra 2 | NOTE   |
| Design                                | Design | Design | Design | Design       | Design | Design             | Design       | Design                                 | Design | Design | Design | Design       | Design  | Design  | Design |
| ------------------------------------- | ------ | ------ | ------ | ------------ | ------ | ------------------ | ------------ | -------------------------------------- | ------ | ------ | ------ | ------------ | ------- | ------- | ------ |
| Cassa rinforzata (acciaio/ceramica)   |        | V      | V      | V            | V      |                    | V            | V                                      |        | V      | V      | V+ (titanio) | V+      | V+      |        |
| Design all-screen                     |        |        |        | V            | V      | V                  | V            | V+ (eliminazione totale delle cornici) | V      | V+     | V+     | V+           | V+      | V+      |        |
| Resistenza alla polvere di grado IP6X |        |        |        |              |        |                    |              |                                        |        | V      | V      | V            | V       | V       |        |
| Tasto Azione personalizzabile         |        |        |        |              |        |                    |              |                                        |        |        |        |              | V       | V       | [ 5 ]  |
| Display                               |        |        |        |              |        |                    |              |                                        |        |        |        |              |         |         |        |
| Display always-on                     |        |        |        |              | V      |                    | V            | V                                      |        | V      | V      | V            | V       | V       | [ 6 ]  |
| Sensori                               |        |        |        |              |        |                    |              |                                        |        |        |        |              |         |         |        |
| Cardiofrequenzimetro ottico           | V      | V      | V      | V (2nd gen.) | V      | V                  | V (3rd gen.) | V                                      | V      | V      | V      | V            | V       | V       | [ 7 ]  |
| Altimetro                             |        |        | V      | V            | V      | V+ (Sempre attivo) | V+           | V+                                     | V+     | V+     | V+     | V+           | V+      | V+      |        |
| Cardiofrequenzimetro elettrico        |        |        |        | V            | V      |                    | V            | V                                      |        | V      | V      | V            | V       | V       | [ 8 ]  |
| Bussola                               |        |        |        |              | V      | V                  | V            | V                                      | V      | V      | V      | V            | V       | V       |        |
| Sensore Livelli O2                    |        |        |        |              |        |                    | V            | V                                      |        | V      | V      | V            | V       | V       | [ 9 ]  |
| Accelerometro high-g                  |        |        |        |              |        |                    |              |                                        |        | V      | V      | V            | V       | V       | [ 10 ] |
| Sensore di temperatura                |        |        |        |              |        |                    |              |                                        |        | V      | V      | V            | V       | V       | [ 11 ] |
| Sensore di temperatura dell'acqua     |        |        |        |              |        |                    |              |                                        |        |        |        | V            | V       | V       | [ 12 ] |
| Profondimetro                         |        |        |        |              |        |                    |              |                                        |        |        |        | V            | V       | V       | [ 13 ] |
| Sirena                                |        |        |        |              |        |                    |              |                                        |        |        |        |              | V       | V       | [ 14 ] |
| Hardware - Altro                      |        |        |        |              |        |                    |              |                                        |        |        |        |              |         |         |        |
| Chip wireless Wx                      |        |        | V      | V            | V      | V                  | V            | V                                      | V      | V      | V      | V            | V       | V       |        |
| Feedback aptico sulla Digital Crown   |        |        |        | V            | V      | V                  | V            | V                                      | V      | V      | V      | V            | V       | V       |        |
| Chip UW (Ultra-wideband)              |        |        |        |              |        |                    | V            | V                                      | V      | V      | V      | V            | V       | V       | [ 15 ] |
| Ricarica rapida                       |        |        |        |              |        |                    |              | V                                      | V      | V      | V      | V            | V       | V       |        |
| Certificazione EN13319                |        |        |        |              |        |                    |              |                                        |        |        |        |              | V       | V       |        |
| Certificazione MIL‑STD 810H           |        |        |        |              |        |                    |              |                                        |        |        |        |              | V       | V       |        |
| Software - Altro                      |        |        |        |              |        |                    |              |                                        |        |        |        |              |         |         |        |
| SOS emergenze                         |        |        | V      | V            | V      | V                  | V            | V                                      | V      | V      | V      | V            | V       | V       |        |
| Fasi del sonno                        |        |        |        | V            | V      | V                  | V            | V                                      | V      | V      | V      | V            | V       | V       |        |
| Rilevamento cadute                    |        |        |        | V            | V      | V                  | V            | V                                      | V      | V      | V      | V            | V       | V       |        |
| Monitoraggio rumore                   |        |        |        | V            | V      | V                  | V            | V                                      | V      | V      | V      | V            | V       | V       | [ 16 ] |
| Chiamate d'emergenza internazionali   |        |        |        |              | V      | V                  | V            | V                                      | V      | V      | V      | V            | V       | V       |        |
| Siri                                  |        |        |        |              |        |                    |              | V                                      | V      | V      | V      | V            | V       | V       |        |
| NameDrop                              |        |        |        |              |        |                    |              | V                                      | V      | V      | V      | V            | V       | V       | [ 17 ] |
| Gesto doppio tap                      |        |        |        |              |        |                    |              |                                        |        |        | V      | V            |         | V       |        |

#### Legenda
| Colori                                     |
| ------------------------------------------ |
| V+ (caratteristica con aggiunte ulteriori) |
| V                                          |
| V- (caratteristica presente parzialmente)  |

## Cinturini
Sono disponibili diversi tipi di cinturini ufficiali:
- Sport - Disponibile nelle colorazioni azzurro nebbia, giallo limone, rosa flamingo, bianco, rosa sabbia, blu notte, nero e rosso (nella versione (PRODUCT)RED).
- Nike Sport - Disponibile nelle colorazioni lilla/bianco, violetto/prugna, blu ceruleo/acquamarina, ossidiana/nero, nero/volt, antracite/nero e platino/bianco.
- Nylon intrecciato - Disponibile nelle colorazioni arancione, Pride Edition, lampone, rosso, giallo limone, azzurro Tahoe, blu notte, perla e nero.
- Pelle - Disponibile nelle colorazioni giallo girasole, cuoio, rosso, grigio talpa, blu notte, nero, grigio fumo, blu notte, modern blu notte.
- Pelle Hermès - Disponibile nelle tipologie Epsom color Bleu Zéphir, Barénia color Fauve, Swift color Etoupe, Epsom color Rose Jaipur, Barénia color Fauve, Epsom color Lime, Swift color Colvert, Epsom color Feu, Swift color Etoupe, Double Manchette Barénia color Fauve, Double Manchette Swift color Etoupe.
- Acciaio inossidabile - Disponibile nelle tipologie Maglia milanese nero siderale, Maglia milanese, Bracciale a maglie nero siderale, Bracciale a maglie.

## Modelli

### Apple Watch (prima generazione)
L'Apple Watch di prima generazione, noto anche come Apple Watch Series 0, è il primo modello di Apple Watch presentato il 9 settembre 2014.

### Apple Watch Series 1 e 2
Apple Watch Series 1 è il secondo modello di Apple Watch presentato il 7 settembre 2016 assieme al suo diretto successore Apple Watch Series 2.

### Apple Watch Series 3
Apple Watch Series 3 è il quarto modello di Apple Watch presentato il 12 settembre 2017. Rispetto al modello precedente presenta alcuni miglioramenti come l'aumento della luminosità, la resistenza all'acqua fino a 50 metri di profondità, l'implementazione del GPS e il barometro.

### Apple Watch Series 4
Apple Watch Series 4 è il quinto modello di Apple Watch presentato il 12 settembre 2018.

### Apple Watch Series 5
Apple Watch Series 5 è il sesto modello di Apple Watch presentato il 10 settembre 2019.

### Apple Watch Series 6 e SE
Apple Watch Series 6 è il settimo modello di Apple Watch presentato il 15 settembre 2020, assieme ad Apple Watch SE, una variante del Series 5 ad un prezzo più basso e con alcune funzionalità in meno.

### Apple Watch Series 7
Apple Watch Series 7 è stato presentato il 14 settembre 2021, ha un display più grande ed evoluto, maggiore robustezza, tempi di ricarica più veloci, nuovi colori per la cassa in alluminio e ospita il sistema operativo watchOS 8

### Apple Watch Series 9
Presentato nel settembre 2023 e dotato di watchOS 10, introduce la funzione "Double Tap" e ha uno schermo che, a livello di picco, raggiunge una luminosità doppia rispetto alla serie precedente.

### Apple Watch Ultra e Ultra 2
A partire dal 2022 viene introdotta una nuova linea di Apple Watch dedicati ad un uso più avanzato, in condizioni e ambienti più estremi. Introduce una nuova cassa in titanio dal design più rinforzato, uno schermo più grande e molto più luminoso, un tasto laterale aggiuntivo, alcuni sensori e certificazioni internazionali per le immersioni fino a 40 metri e una maggiore resistenza a ogni urto, graffio e penetrazione, una sirena e delle app dedicate ad attività agonistiche. Nel settembre 2023 il Watch Ultra 2 introduce il gesto doppio tap (già presente nel Watch Series 9) e uno schermo capace di arrivare a 3000 nit di luminosità di picco.